# Політехнічне навчання
Політехнічне навчання — це опанування системи знань про наукові основи сучасного виробництва, набуття навичок поводження з найуживанішими засобами праці, формування та розвиток технічних здібностей та творчого ставлення до праці. Політехнічне навчання, трудове навчання, виховання і професійна орієнтація, підвищують мобільність особистості, її компетентність, збільшують можливості людини в оволодінні різними видами техніки, професіями.

## Історія запровадження у систему освіти
Велика Радянська Енциклопедія та періодика вказують на початок запровадження політехнічного навчання за часів Й. Сталіна. У цьому вбачалася можливість молоді не бути прикутими до окремої професії у силу існуючого поділу праці. Найбільшого розмаху політехнізація навчально-виховного процесу досягла у пост-сталінську добу, за часів реформ М. Хрущова.
Цілісну політехнічну систему трудового навчання і професійної орієнтації в політехнічному центрі — навчальному цеху Харківського тракторного заводу розробив Ярмоленко Павло Андрійович. Складовими елементами системи навчання були: політехнічне навчання, трудове виховання, професійна орієнтація, допрофесійна і початкова професійна підготовка.

## Етапи політехнізації освіти
Згідно з історичними розвідками О. Лук'яненка, процес політехнізації часів десталінізації пройшов декілька періодів:
- початковий (кризовий) (1953—1955 рр.).
- основний (формуючий) (1956—1958 рр.).
- пристосувальний (оновлювальний) (1959—1964 рр.).

Дослідження науковця ілюструють політехнізацію у вищій школі УРСР.
У початковий (кризовий) період (1953—1955) протікання процесу політехнізації визначали:
- кризова матеріально-технічна база навчальних закладів;
- поточні реформи з укрупнення та ліквідації окремих педагогічних та учительських інститутів.
- наближення освіти до життя у межах науково-теоретичних розробок із виробничого навчання
- масовий екскурсійний рух на підприємства та установи.

Основний (формуючий) період освітніх реформ (1956—1958 рр.):
- відбулася відміни плати за навчання, що суттєво збадьорило студентів,
- держава долучилась до перших суттєвих матеріальних дотацій на політехнізацію школи,
- відкриття виробничих майстерень в інститутах (уже після того, як студенти власноруч будували необхідні приміщення у межах руху за самообслуговування),
- залучення спеціалістів з виробництва до навчального процесу у педагогічній школі,
- початок сировинної проблеми для виробничого навчання,
- організація перших виробничих практик молоді на заводи, фабрики, у колгоспи, де студенти працювали на готовій матеріально-сировинній базі.
- зміни питання екскурсійного руху: зауваження обмежених фінансових та часових можливості для його продовження,
- регламентований державою вступ виробничників до лав майбутніх освітян
- надмірне захоплення виробництвом і відхід педагогіки на другий план,
- емоційно-інтелектуальне виснаження освітян реформами.

Пристосувальний (оновлювальний) період (1959—1964 рр.) ознаменували:
- суттєве збільшенням наборів абітурієнтів з виробництва,
- оновлення устаткування вузівських лабораторій за допомоги держави,
- приділення значної увагу забезпеченню техніки безпеки молоді,
- зародження програмованого навчання,
- організація практики молоді з присвоєнням робітничих професій,
- ідеї заводів-вузів,
- невідповідність виробничого та педагогічного досвіду залучених спеціалістів з виробництва,
- організація спеціальних педагогічних семінарів для «учителів з виробництва» вузів,
- зростання невдоволення абсолютизацією політехнічного навчання.

## Виноски
1. ↑  Политехническое образование // Большая советская энциклопедия [под ред. Б. А. Введенского]. М.: Гос. науч. издат. «БСЭ». Т33., 1955 — С.555-556.
2. ↑  Словник іншомовних слів / За ред. О. С. Мельничука. — К. : Головна ред. Української Радянської Енциклопедії ВО «Вища школа», 1977. — С.536.
3. ↑  Послідовно впроваджувати політехнізацію школи! // Зоря Полтавщини. — 10 січня 1953. — № 7. — С.4
4. ↑  Ярмоленко П. А. Педагогические проблемы обучения, воспитания старшеклассников в межшкольном центре профориентации: Монография. Харьков: Вища шк., 1977. — 160 с.
5. ↑  Лук'яненко О. В Політехнізація вищої педагогічної школи доби «відлиги» / Олександр Вікторович Лук'яненко // Придніпровські соціально-гуманітарні читання: Матеріали Запорізької сесії І Всеукраїнської науково-практичної конференції (м. Запоріжжя, 11 квітня 2012 р): у 4-х частинах. — Д.: ТОВ «Інновація», 2012. — Ч.1. — С.71-74.